# فيرنر باومان
فيرنر باومان (بالألمانية: Werner Baumann)‏ هو مدير ألماني، ولد في 6 أكتوبر 1962 في كريفلد في ألمانيا.

## روابط خارجية
- فيرنر باومان على موقع مونزينجر (الألمانية)